# Portal Tomb von Ardabrone

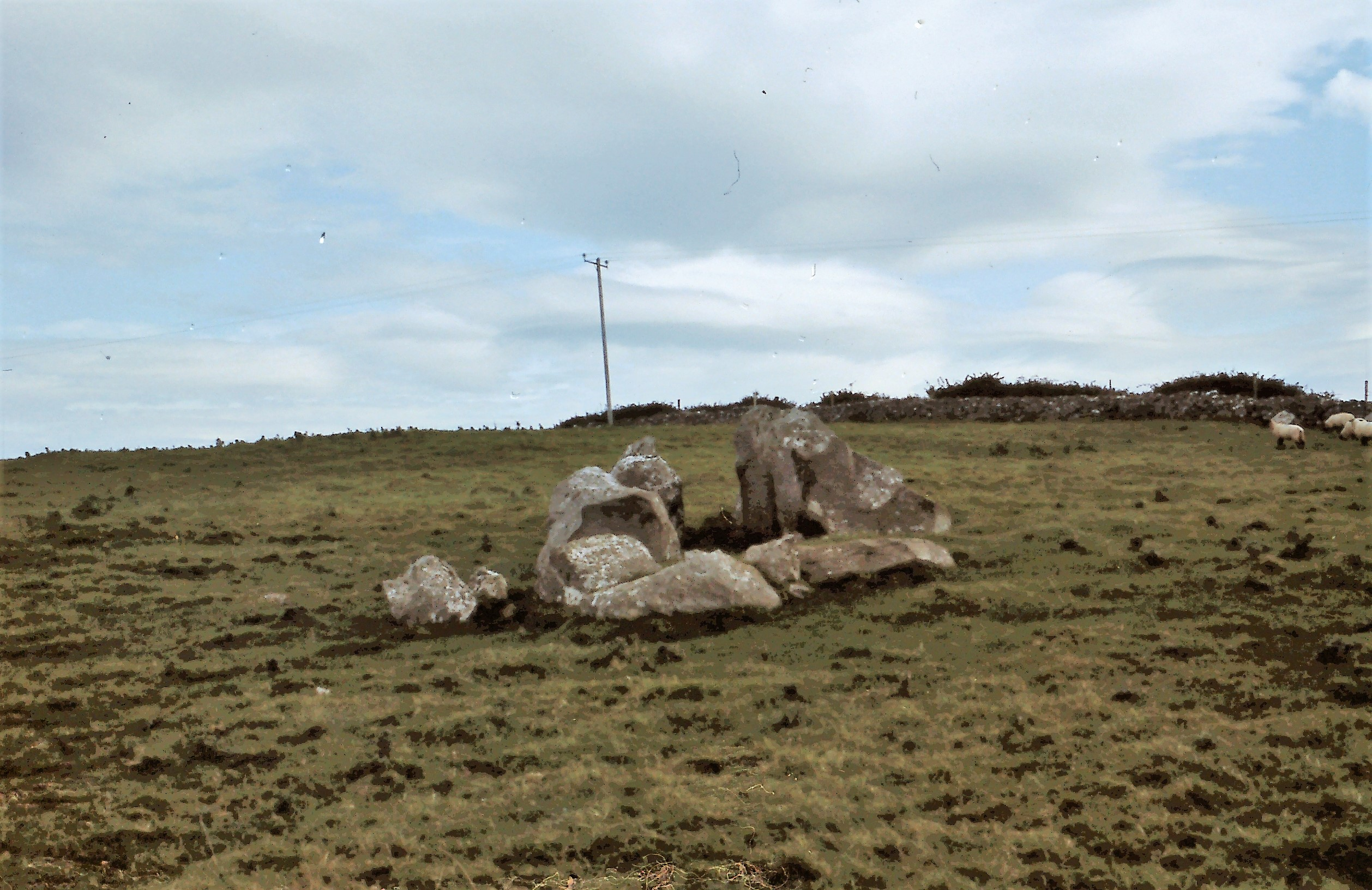
Portal Tomb von Ardabrone

Das Portal Tomb von Ardabrone befindet sich im Townland Ardabrone (irisch Ard na Brón, „die Höhe der Sorgen“) an einem leichten Südhang in einer Küstenebene, westlich von Sligo etwa 1 km südlich der Sligo Bay im County Sligo in Irland. 
Das stark gestörte Grab besteht aus zwei aufrechten etwa 2 m hohen Portalsteinen, einem verlagerten Deckstein, der sich stark an einen Seitenstein und drei vermutliche Seitensteine anlehnt, die jetzt 2 m von der Struktur entfernt liegen, ebenso wie kleinere Steine die vielleicht Reste eines Cairns sind.